# Мята болотная
Мята болотная, или блоховник (лат. Mentha pulegium) — многолетние растения, вид рода Мята (Mentha) семейства Яснотковые (Lamiaceae). 

## Распространение и экология
Произрастает в Северной Африке, Восточной Азии, Туркменистане, на Кавказе и практически на всей территории Европы. В России встречается на Северном Кавказе.
Растёт в пойменных лугах, по берегам рек.

## Ботаническое описание
Многолетнее растение высотой 20—60 см.
Стебель разветвлённый, рассеянно-волосистый.
Листья черешковые, эллиптические или продолговато-яйцевидные, листовая пластинка по краю тупозарубчато-пильчатая, у основания клиновидная.
Цветки собраны в густые, почти шаровидные кольца; чашечка с треугольными зубцами верхней губы и шиловидными нижней губы; венчик розово-лиловый с белой трубочкой.
Плод — яйцевидный, бурый, блестящий, мелко сетчато-ямчатый орешек.
Цветёт в июле—августе. Плоды созревают в августе—сентябре.

## Применение
Сухие листья содержат до 2 % эфирного масла, в состав которого входит до 95 % пулегона, также ментол, лимонен, дипентен.
Листья и верхушки цветущих стеблей употребляют как пряность.
Эфирное масло используют в парфюмерии, консервном и кондитерском производстве, для ароматизации напитков, чая, уксуса.
В народной медицине надземную часть растения применяли как ранозаживляющее, абортивное и антисептическое средство, а также при коклюше, бронхиальной астме, истерии.
Входит в состав традиционного грузинского соуса ткемали.

## В культуре
Одна из песен группы «Nirvana» — Pennyroyal Tea — посвящена болотной мяте. Курт Кобейн принимал её от болей в животе и говорил, что в песне она выступает символом очищения. Впрочем, некоторые полагают, что в Pennyroyal Tea завуалированно описывается действие героина.